# بادیا کالاونا
بادیا کالاونا (به ایتالیایی: Badia Calavena) یک کومونه در ایتالیا است که در استان ورونا واقع شده‌است.

## خصوصیات
بادیا کالاونا ۲۶٫۹ کیلومترمربع مساحت و ۲٬۵۷۴ نفر جمعیت دارد و ۴۷۰ متر بالاتر از سطح دریا واقع شده‌است.

## خواهرخوانده
شهر ادل‌کافن خواهرخواندهٔ بادیا کالاونا هست.